# Xã Baker, Quận Morgan, Indiana
Xã Baker (tiếng Anh: Baker Township) là một xã thuộc quận Morgan, tiểu bang Indiana, Hoa Kỳ. Năm 2010, dân số của xã này là 717 người.